# Kabinet-Franklin Delano Roosevelt
Het kabinet–Franklin Delano Roosevelt was de uitvoerende macht van de Verenigde Staten van Amerika van 4 maart 1933 tot 12 april 1945. gouverneur van New York Franklin Delano Roosevelt van de Democratische Partij, een verre achterneef van de voormalig Republikeinse president Theodore Roosevelt werd gekozen als de 32e president van de Verenigde Staten na het winnen van de presidentsverkiezingen van 1932 over de kandidaat van de Republikeinse Partij zittend president Herbert Hoover. Roosevelt werd herkozen voor een tweede termijn in 1936 na het verslaan van de Republikeinse kandidaat zittend gouverneur van Kansas Alf Landon, een derde termijn in 1940 na het verslaan van de Republikeinse kandidaat advocaat Wendell Willkie en een vierde termijn in 1944 na het verslaan van de Republikeinse kandidaat zittend gouverneur van New York Thomas Dewey. Op 12 april 1945 overleed Roosevelt aan de gevolgen van een beroerte op 63-jarige leeftijd en werd opgevolgd door vicepresident Harry S. Truman.
| Nr.                  | Functie(s)     | Functie(s)                                         | Ambtsbekleder             | Ambtsbekleder                           | Ambtstermijn      | Ambtstermijn      | Partij(en)  |
| -------------------- | -------------- | -------------------------------------------------- | ------------------------- | --------------------------------------- | ----------------- | ----------------- | ----------- |
| 32                   |                | President van de Verenigde Staten                  | Franklin Delano Roosevelt | Franklin Delano Roosevelt (1882–1945)   | 4 maart 1933      | 12 april 1945     | D           |
| 32                   |                | Vicepresident van de Verenigde Staten              | John Nance Garner         | John Nance Garner (1868–1967)           | 4 maart 1933      | 20 januari 1941   | D           |
| 33                   |                | Vicepresident van de Verenigde Staten              | Henry Wallace             | Henry Wallace (1888–1965)               | 20 januari 1941   | 20 januari 1945   | D           |
| 34                   |                | Vicepresident van de Verenigde Staten              | Harry S. Truman           | Harry S. Truman (1884–1972)             | 20 januari 1945   | 12 april 1945     | D           |
| Nr.                  | Functie(s)     | Functie(s)                                         | Ambtsbekleder             | Ambtsbekleder                           | Ambtstermijn      | Ambtstermijn      | Partij(en)  |
| 47                   |                | Minister van Buitenlandse Zaken                    | Cordell Hull              | Cordell Hull (1871–1955)                | 4 maart 1933      | 1 december 1944   | D           |
| 48                   |                | Minister van Buitenlandse Zaken                    | Edward Stettinius         | Edward Stettinius (1900–1949)           | 1 december 1944   | 28 juni 1945      | D           |
| 51                   |                | Minister van Financiën                             | William Woodin            | William Woodin (1868–1934)              | 4 maart 1933      | 1 januari 1934    | R           |
| 52                   |                | Minister van Financiën                             | Henry Morgenthau jr.      | Henry Morgenthau jr. (1891–1967)        | 1 januari 1934    | 22 juli 1945      | D           |
| 52                   |                | Minister van Oorlog                                | George Dern               | George Dern (1872–1936)                 | 4 maart 1933      | 27 augustus 1936  | D           |
| Vacant               |                | Minister van Oorlog                                |                           |                                         |                   |                   |             |
| 53                   |                | Minister van Oorlog                                | Henry Woodring            | Henry Woodring (1887–1967)              | 25 september 1936 | 20 juni 1940      | D           |
| 54                   |                | Minister van Oorlog                                | Henry Stimson             | Henry Stimson (1867–1950)               | 10 juli 1940      | 21 september 1945 | R           |
| 45                   |                | Minister van de Marine                             | Claude Swanson            | Claude Swanson (1862–1939)              | 4 maart 1933      | 7 juli 1939       | D           |
| [ 4 ]                |                | Minister van de Marine                             | Charles Edison            | Charles Edison (1890–1969)              | 7 juli 1939       | 1 januari 1940    | R (1939–40) |
| 46                   | 1 januari 1940 | Minister van de Marine                             | Charles Edison            | Charles Edison (1890–1969)              | 24 juni 1940      |                   | R (1939–40) |
| 46                   | 1 januari 1940 | Minister van de Marine                             | Charles Edison            | Charles Edison (1890–1969)              | 24 juni 1940      | D (1940)          |             |
| [ 4 ]                |                | Minister van de Marine                             | Lewis Compton             | Lewis Compton (1882–1942)               | 24 juni 1940      | 11 juli 1940      | D           |
| 47                   |                | Minister van de Marine                             | Frank Knox                | Frank Knox (1874–1944)                  | 11 juli 1940      | 28 april 1944     | R           |
| [ 4 ]                |                | Minister van de Marine                             | Ralph Bard                | Ralph Bard (1884–1975)                  | 28 april 1944     | 19 mei 1944       | R           |
| 48                   |                | Minister van de Marine                             | James Forrestal           | James Forrestal (1892–1949)             | 19 mei 1944       | 17 september 1947 | D           |
| 55                   |                | Minister van Justitie                              | Homer Cummings            | Homer Cummings (1870–1956)              | 4 maart 1933      | 1 januari 1939    | D           |
| 56                   |                | Minister van Justitie                              | Frank Murphy              | Frank Murphy (1890–1949)                | 1 januari 1939    | 18 januari 1940   | D           |
| 57                   |                | Minister van Justitie                              | Robert Houghwout Jackson  | Robert Houghwout Jackson (1892–1954)    | 18 januari 1940   | 25 augustus 1941  | D           |
| 58                   |                | Minister van Justitie                              | Francis Biddle            | Francis Biddle (1886–1968)              | 25 augustus 1941  | 27 juni 1945      | D           |
| 32                   |                | Minister van Binnenlandse Zaken                    | Harold Ickes              | Harold Ickes (1874–1952)                | 4 maart 1933      | 15 februari 1946  | D           |
| 11                   |                | Minister van Landbouw                              | Henry Wallace             | Henry Wallace (1888–1965)               | 4 maart 1933      | 4 september 1940  | R (1933–36) |
| 11                   | D (1936–40)    | Minister van Landbouw                              | Henry Wallace             | Henry Wallace (1888–1965)               | 4 maart 1933      | 4 september 1940  |             |
| 12                   |                | Minister van Landbouw                              | Claude Wickard            | Claude Wickard (1893–1967)              | 4 september 1940  | 30 juni 1945      | D           |
| 7                    |                | Minister van Economische Zaken                     | Daniel Roper              | Daniel Roper (1867–1943)                | 4 maart 1933      | 24 december 1938  | D           |
| 8                    |                | Minister van Economische Zaken                     | Harry Hopkins             | Harry Hopkins (1890–1946)               | 24 december 1938  | 18 september 1940 | D           |
| 9                    |                | Minister van Economische Zaken                     | Jesse Jones               | Jesse Jones (1874–1956)                 | 18 september 1940 | 1 maart 1945      | D           |
| 10                   |                | Minister van Economische Zaken                     | Henry Wallace             | Henry Wallace (1888–1965)               | 1 maart 1945      | 20 september 1946 | D           |
| 4                    |                | Minister van Arbeid                                | Frances Perkins           | Frances Perkins (1880–1965)             | 4 maart 1933      | 30 juni 1945      | D           |
| 53                   |                | Minister van Posterijen                            | James Farley              | James Farley (1888–1976)                | 4 maart 1933      | 10 september 1940 | D           |
| 54                   |                | Minister van Posterijen                            |                           | Frank Walker (1886–1959)                | 10 september 1940 | 8 mei 1945        | D           |
| Executive Office     |                |                                                    |                           |                                         |                   |                   |             |
| Nr.                  | Functie        | Functie                                            | Ambtsbekleder             | Ambtsbekleder                           | Ambtstermijn      | Ambtstermijn      | Partij      |
|                      |                | Secretaris                                         | Marvin McIntyre           | Marvin McIntyre (1878–1943)             | 4 maart 1933      | 1 september 1938  | D           |
|                      |                | Secretaris                                         | Pa Watson                 | Major General Pa Watson (1883–1945)     | 1 september 1938  | 20 februari 1945  | D           |
|                      |                | Adviseur                                           | Louis Howe                | Louis Howe (1871–1936)                  | 4 maart 1933      | 18 april 1936     | D           |
|                      |                | Adviseur                                           | James Roosevelt           | James Roosevelt (1907–1991)             | 1 juli 1937       | 1 september 1938  | D           |
|                      |                | Adviseur                                           | Marvin McIntyre           | Marvin McIntyre (1878–1943)             | 1 september 1938  | 13 december 1943  | D           |
| 4                    |                | Directeur van het Bureau voor Management en Budget | Lewis Douglas             | Lewis Douglas (1894–1974)               | 4 maart 1933      | 31 augustus 1934  | D           |
| 5                    |                | Directeur van het Bureau voor Management en Budget | Daniel Bell               | Daniel Bell (1891–1971)                 | 31 augustus 1934  | 15 april 1939     | D           |
| 6                    |                | Directeur van het Bureau voor Management en Budget |                           | Harold Smith (1898–1947)                | 15 april 1939     | 19 juni 1946      | D           |
| Economisch Beleid    |                |                                                    |                           |                                         |                   |                   |             |
| Nr.                  | Functie        | Functie                                            | Ambtsbekleder             | Ambtsbekleder                           | Ambtstermijn      | Ambtstermijn      | Partij      |
| 5                    |                | Voorzitter van het Federal Reserve System          | Eugene Meyer              | Eugene Meyer (1875–1959)                | 16 september 1930 | 10 mei 1933       | R           |
| Vacant               |                | Voorzitter van het Federal Reserve System          |                           |                                         |                   |                   |             |
| 6                    |                | Voorzitter van het Federal Reserve System          | Eugene Black              | Eugene Black (1873–1934)                | 19 mei 1933       | 15 augustus 1934  | O           |
| Vacant               |                | Voorzitter van het Federal Reserve System          |                           |                                         |                   |                   |             |
| 7                    |                | Voorzitter van het Federal Reserve System          | Marriner Eccles           | Marriner Eccles (1890–1977)             | 15 november 1934  | 1 februari 1948   | R           |
| Inlichtingendiensten |                |                                                    |                           |                                         |                   |                   |             |
| Nr.                  | Functie        | Functie                                            | Ambtsbekleder             | Ambtsbekleder                           | Ambtstermijn      | Ambtstermijn      | Partij      |
| 1                    |                | Directeur van de Federal Bureau of Investigation   | J. Edgar Hoover           | J. Edgar Hoover (1895–1972)             | 1 maart 1935      | 2 mei 1972        | O           |
| Krijgsmacht          |                |                                                    |                           |                                         |                   |                   |             |
| Nr.                  | Functie        | Functie                                            | Ambtsbekleder             | Ambtsbekleder                           | Ambtstermijn      | Ambtstermijn      | Partij      |
| 1                    |                | Chief of Staff to the Commander in Chief           | William Leahy             | Fleet Admiral William Leahy (1875–1959) | 20 juli 1942      | 21 maart 1949     |             |

Washington ·
J. Adams ·
Jefferson ·
Madison ·
Monroe ·
J.Q. Adams ·
Jackson ·
Van Buren ·
W.H. Harrison ·
Tyler ·
Polk ·
Taylor ·
Fillmore ·
Pierce ·
Buchanan ·
Lincoln ·
A. Johnson ·
Grant ·
Hayes ·
Garfield ·
Arthur ·
Cleveland I ·
B. Harrison ·
Cleveland II ·
McKinley ·
T. Roosevelt ·
Taft ·
Wilson ·
Harding ·
Coolidge ·
Hoover ·
F.D. Roosevelt ·
Truman ·
Eisenhower ·
Kennedy ·
L.B. Johnson ·
Nixon ·
Ford ·
Carter ·
Reagan ·
G.H.W. Bush ·
Clinton ·
G.W. Bush ·
Obama ·
Trump I ·
Biden ·
Trump II